# Dance Dance Revolution 5thMix

Dance Dance Revolution 5thMix é um jogo da linha Dance Dance Revolution lançado para o Arcade e o PlayStation.

## Músicas
- 17才 (BAMBEE)
- AGAINST ALL ODDS (Definitive MIX) (DEJAVU featuring TASMIN)
- BE TOGETHER (NI-NI)
- CAN'T STOP FALLIN' IN LOVE (SPEED MIX) (NAOKI)
- DANCING ALL ALONE (SMiLE.dk)
- MOONLIGHT SHADOW (New Vocal Version) (MISSING HEART)
- MOVIN ON (Extended Moon Mix) (ELLEN GEE)
- MY GENERATION (Fat Beat Mix) (CAPTAIN JACK)
- NEVER ENDING STORY (DJ-AC-DC)
- NO LIMIT (RM Remix) (2 UNLIMITED)
- RIGHT NOW (ATOMIC KITTEN)
- SWING IT (BUS STOP)
- TEST MY BEST (E-ROTIC)
- THE TWIST(Double Pump MIX) (LIBERTY ALL STAZ)
- TRIBAL DANCE (Almighty Mix) (2 UNLIMITED)
- おどるポンポコリン 	(CAPTAIN JACK)
- ロマンスの神様 (JUDY CRYSTAL)
- AFRONOVA PRIMEVAL (8 bit)
- BROKEN MY HEART (NAOKI feat.PAULA TERRY)
- 祭 JAPAN (RE-VENGE)
- DIVE (Be For U
- ECSTASY (d-complex)
- Healing Vision (DE-SIRE)
- INSERTiON (NAOKI)
- PARANOiA ETERNAL (STM 200)
- Remember You 	(NM feat.Julie)
- STILL IN MY HEART (NAOKI)

### Músicas secretas
- ABSOLUTE (dj TAKA)
- Abyss (dj TAKA)
- DXY! (TaQ)
- Electro Tuned (the SubS mix) (TaQ)
- I Was The One (good-cool)
- Mr.T. (take me higher) (Risky Men feat. Asuka M)
- Radical Faith (TaQ)
- THE CUBE (DJ SUWAMI)
- サナ・モレッテ・ネ・エンテ (Togo Project feat. Sana)

### Músicas Longas (LONG VERSION)
- HOT LIMIT (JOHN DESIRE)
- OOPS!...I DID IT AGAIN (Fired Up MIX) (ROCHELLE)
- B4U glorious style (NAOKI)
- DYNAMITE RAVE (Long ver.) (NAOKI)